# Samenstelling Belgische Senaat 1985-1987
De lijst van leden van de Belgische Senaat van 1985 tot 1987. De Senaat telde toen 184 zetels. Bij de verkiezingen van 13 oktober 1985 werden 106 senatoren rechtstreeks verkozen. Het federale kiesstelsel was toen gebaseerd op algemeen enkelvoudig stemrecht voor alle Belgen van 18 jaar en ouder, volgens een systeem van evenredige vertegenwoordiging op basis van de Methode-D'Hondt, gecombineerd met een districtenstelsel. Er waren daarnaast ook 51 provinciale senatoren, aangeduid door de provincieraden en 26 gecoöpteerde senatoren. Tevens was er een senator van rechtswege.
De legislatuur liep van 31 oktober 1985 tot 6 november 1987. Tijdens deze legislatuur was de regering-Martens VI in functie, die steunde op een meerderheid van christendemocraten (CVP/PSC) en liberalen (PVV/PRL). De oppositie bestond dus uit PS, SP, Volksunie, Ecolo, Agalev en FDF. Nadat deze regering in oktober 1987 viel, trad de regering-Martens VII in functie en werden in december 1987 vervroegde verkiezingen gehouden.

## Samenstelling
| Fractie | Fractie   | Rechtstr. | Prov. | Gec. | Totaal |
| ------- | --------- | --------- | ----- | ---- | ------ |
|         | CVP       | 25        | 11    | 6    | 42     |
|         | PS        | 18        | 10    | 5    | 33     |
|         | SP        | 16        | 8     | 4    | 28     |
|         | PRL       | 13        | 7     | 3    | 23     |
|         | PVV       | 11        | 5     | 3    | 19     |
|         | PSC       | 10        | 5     | 3    | 18     |
|         | Volksunie | 8         | 3     | 1    | 12     |
|         | Agalev    | 2         | 1     | 0    | 3      |
|         | Ecolo     | 2         | 0     | 1    | 3      |
|         | FDF       | 1         | 1     | 0    | 2      |

## Lijst van de senatoren
| Senator                          | Partij    | Aanduiding                   | Kieskring                                   | Provincie       | Taalgroep  | Opmerkingen |
| -------------------------------- | --------- | ---------------------------- | ------------------------------------------- | --------------- | ---------- | --- |
| Marjet Van Puymbroeck            | Agalev    | Rechtstreeks gekozen senator | Antwerpen                                   | -               | Nederlands | |
| Jos Wijninckx                    | SP        | Rechtstreeks gekozen senator | Antwerpen                                   | -               | Nederlands | Voorzitter van de SP-fractie en voorzitter van de commissie Ontwikkelingssamenwerking.                                                                     |
| Marcel Schoeters                 | SP        | Rechtstreeks gekozen senator | Antwerpen                                   | -               | Nederlands | |
| Jos De Bremaeker                 | SP        | Rechtstreeks gekozen senator | Antwerpen                                   | -               | Nederlands | |
| Oktaaf Meyntjens                 | Volksunie | Rechtstreeks gekozen senator | Antwerpen                                   | -               | Nederlands | |
| Frank Swaelen                    | CVP       | Rechtstreeks gekozen senator | Antwerpen                                   | -               | Nederlands | |
| Paul Akkermans                   | CVP       | Rechtstreeks gekozen senator | Antwerpen                                   | -               | Nederlands | |
| Frans Vanderborght               | CVP       | Rechtstreeks gekozen senator | Antwerpen                                   | -               | Nederlands | |
| Jacky Buchmann                   | PVV       | Rechtstreeks gekozen senator | Antwerpen                                   | -               | Nederlands | |
| Jozef Bosmans                    | PVV       | Rechtstreeks gekozen senator | Antwerpen                                   | -               | Nederlands | |
| Hugo Adriaensens                 | SP        | Rechtstreeks gekozen senator | Mechelen-Turnhout                           | -               | Nederlands | |
| Walter Luyten                    | Volksunie | Rechtstreeks gekozen senator | Mechelen-Turnhout                           | -               | Nederlands | |
| Constant De Clercq               | CVP       | Rechtstreeks gekozen senator | Mechelen-Turnhout                           | -               | Nederlands | Quaestor. |
| Robert Van Rompaey               | CVP       | Rechtstreeks gekozen senator | Mechelen-Turnhout                           | -               | Nederlands | |
| Jos De Seranno                   | CVP       | Rechtstreeks gekozen senator | Mechelen-Turnhout                           | -               | Nederlands | Quaestor. |
| Victor Van Eetvelt               | CVP       | Rechtstreeks gekozen senator | Mechelen-Turnhout                           | -               | Nederlands | |
| Maurice Vanhoutte                | PVV       | Rechtstreeks gekozen senator | Mechelen-Turnhout                           | -               | Nederlands | |
| Albert Demuyter                  | PRL       | Rechtstreeks gekozen senator | Brussel                                     | -               | Frans      | |
| Paul Hatry                       | PRL       | Rechtstreeks gekozen senator | Brussel                                     | -               | Frans      | Voorzitter van de commissie Economische Aangelegenheden.                                                                                                   |
| Jacques Vandenhaute              | PRL       | Rechtstreeks gekozen senator | Brussel                                     | -               | Frans      | |
| Jean-Pierre de Clippele          | PRL       | Rechtstreeks gekozen senator | Brussel                                     | -               | Frans      | Voorzitter van de commissie Financiën. |
| François Guillaume               | PS        | Rechtstreeks gekozen senator | Brussel                                     | -               | Frans      | |
| Roger Lallemand                  | PS        | Rechtstreeks gekozen senator | Brussel                                     | -               | Frans      | Voorzitter van de PS-fractie en voorzitter van de commissie Justitie.                                                                                      |
| Jean-François Vaes               | Ecolo     | Rechtstreeks gekozen senator | Brussel                                     | -               | Frans      | |
| Roger De Wulf                    | SP        | Rechtstreeks gekozen senator | Brussel                                     | -               | Nederlands | |
| José Desmarets                   | PSC       | Rechtstreeks gekozen senator | Brussel                                     | -               | Frans      | |
| Edouard Poullet                  | PSC       | Rechtstreeks gekozen senator | Brussel                                     | -               | Frans      | |
| Jef Valkeniers                   | Volksunie | Rechtstreeks gekozen senator | Brussel                                     | -               | Nederlands | |
| Jos Chabert                      | CVP       | Rechtstreeks gekozen senator | Brussel                                     | -               | Nederlands | |
| Georges Cardoen                  | CVP       | Rechtstreeks gekozen senator | Brussel                                     | -               | Nederlands | |
| Mia Panneels-Van Baelen          | CVP       | Rechtstreeks gekozen senator | Brussel                                     | -               | Nederlands | Secretaris. |
| Jan Bascour                      | PVV       | Rechtstreeks gekozen senator | Brussel                                     | -               | Nederlands | Secretaris tot 28 oktober 1985. |
| André Lagasse                    | FDF       | Rechtstreeks gekozen senator | Brussel                                     | -               | Frans      | |
| René Swinnen                     | SP        | Rechtstreeks gekozen senator | Leuven                                      | -               | Nederlands | Vervangt vanaf 5 december 1986 Henri Boel, die rechter aan het Arbitragehof wordt.                                                                         |
| André Schellens                  | SP        | Rechtstreeks gekozen senator | Leuven                                      | -               | Nederlands | |
| Gaston Geens                     | CVP       | Rechtstreeks gekozen senator | Leuven                                      | -               | Nederlands | |
| Yvan Ottenbourgh                 | CVP       | Rechtstreeks gekozen senator | Leuven                                      | -               | Nederlands | |
| Edgard Peetermans                | PVV       | Rechtstreeks gekozen senator | Leuven                                      | -               | Nederlands | |
| Charles Aubecq                   | PRL       | Rechtstreeks gekozen senator | Nijvel                                      | -               | Frans      | |
| René Basecq                      | PS        | Rechtstreeks gekozen senator | Nijvel                                      | -               | Frans      | Ondervoorzitter. |
| Toon Van Overstraeten            | Volksunie | Rechtstreeks gekozen senator | Nijvel                                      | -               | Frans      | De Nederlandstalige Toon Van Overstraeten is door apparentering verkozen in de Franstalige kieskring Nijvel. Hierdoor behoort hij tot de Franse taalgroep. |
| Pol-Gustave Boël                 | PRL       | Rechtstreeks gekozen senator | Bergen-Zinnik                               | -               | Frans      | |
| Edgard Hismans                   | PS        | Rechtstreeks gekozen senator | Bergen-Zinnik                               | -               | Frans      | |
| Willy Taminiaux                  | PS        | Rechtstreeks gekozen senator | Bergen-Zinnik                               | -               | Frans      | |
| Jean Gevenois                    | PS        | Rechtstreeks gekozen senator | Bergen-Zinnik                               | -               | Frans      | |
| Pierre Mainil                    | PSC       | Rechtstreeks gekozen senator | Bergen-Zinnik                               | -               | Frans      | |
| Jacqueline Mayence-Goossens      | PRL       | Rechtstreeks gekozen senator | Charleroi-Thuin                             | -               | Frans      | |
| Théophile Toussaint              | PS        | Rechtstreeks gekozen senator | Charleroi-Thuin                             | -               | Frans      | |
| René Borremans                   | PS        | Rechtstreeks gekozen senator | Charleroi-Thuin                             | -               | Frans      | |
| Nestor-Hubert Pécriaux           | PS        | Rechtstreeks gekozen senator | Charleroi-Thuin                             | -               | Frans      | |
| Edgard Flandre                   | Ecolo     | Rechtstreeks gekozen senator | Charleroi-Thuin                             | -               | Frans      | Flandre nam op 1 oktober 1987 ontslag uit de Senaat, maar werd niet meer vervangen.                                                                        |
| Fernand Antoine                  | PSC       | Rechtstreeks gekozen senator | Charleroi-Thuin                             | -               | Frans      | |
| Arnaud Decléty                   | PRL       | Rechtstreeks gekozen senator | Doornik-Aat-Moeskroen                       | -               | Frans      | |
| Guy Spitaels                     | PS        | Rechtstreeks gekozen senator | Doornik-Aat-Moeskroen                       | -               | Frans      | |
| Pierre Lenfant                   | PSC       | Rechtstreeks gekozen senator | Doornik-Aat-Moeskroen                       | -               | Frans      | |
| Pierre Clerdent                  | PRL       | Rechtstreeks gekozen senator | Luik                                        | -               | Frans      | |
| Philippe Monfils                 | PRL       | Rechtstreeks gekozen senator | Luik                                        | -               | Frans      | |
| Jean-Maurice Dehousse            | PS        | Rechtstreeks gekozen senator | Luik                                        | -               | Frans      | |
| Freddy Donnay                    | PS        | Rechtstreeks gekozen senator | Luik                                        | -               | Frans      | |
| Gaston Paque                     | PS        | Rechtstreeks gekozen senator | Luik                                        | -               | Frans      | Quaestor en voorzitter van de commissie Binnenlandse Aangelegenheden.                                                                                      |
| Gustave Hofman                   | PS        | Rechtstreeks gekozen senator | Luik                                        | -               | Frans      | |
| Michel Hansenne                  | PSC       | Rechtstreeks gekozen senator | Luik                                        | -               | Frans      | |
| Robert Collignon                 | PS        | Rechtstreeks gekozen senator | Hoei-Borgworm                               | -               | Frans      | |
| Raymond Bataille                 | PSC       | Rechtstreeks gekozen senator | Hoei-Borgworm                               | -               | Frans      | |
| Jean Gillet                      | PRL       | Rechtstreeks gekozen senator | Verviers                                    | -               | Frans      | |
| André Grosjean                   | PS        | Rechtstreeks gekozen senator | Verviers                                    | -               | Frans      | |
| Pierre Wintgens                  | PSC       | Rechtstreeks gekozen senator | Verviers                                    | -               | Frans      | |
| Guy Moens                        | SP        | Rechtstreeks gekozen senator | Hasselt-Tongeren-Maaseik                    | -               | Nederlands | |
| Henri Knuts                      | SP        | Rechtstreeks gekozen senator | Hasselt-Tongeren-Maaseik                    | -               | Nederlands | |
| Alfons Op 't Eynde               | SP        | Rechtstreeks gekozen senator | Hasselt-Tongeren-Maaseik                    | -               | Nederlands | |
| Rik Vandekerckhove               | Volksunie | Rechtstreeks gekozen senator | Hasselt-Tongeren-Maaseik                    | -               | Nederlands | Secretaris. |
| Clara Smitt                      | CVP       | Rechtstreeks gekozen senator | Hasselt-Tongeren-Maaseik                    | -               | Nederlands | |
| Lambert Kelchtermans             | CVP       | Rechtstreeks gekozen senator | Hasselt-Tongeren-Maaseik                    | -               | Nederlands | |
| Maurice Didden                   | CVP       | Rechtstreeks gekozen senator | Hasselt-Tongeren-Maaseik                    | -               | Nederlands | |
| Eloi Vandersmissen               | PVV       | Rechtstreeks gekozen senator | Hasselt-Tongeren-Maaseik                    | -               | Nederlands | |
| Marie-Thérèse Godinache-Lambert  | PRL       | Rechtstreeks gekozen senator | Aarlen-Marche-Bastenaken-Neufchâteau-Virton | -               | Frans      | |
| Guy Lutgen                       | PSC       | Rechtstreeks gekozen senator | Aarlen-Marche-Bastenaken-Neufchâteau-Virton | -               | Frans      | |
| Jules Doumont                    | PRL       | Rechtstreeks gekozen senator | Namen-Dinant-Philippeville                  | -               | Frans      | |
| Jean-Baptiste Poulain            | PS        | Rechtstreeks gekozen senator | Namen-Dinant-Philippeville                  | -               | Frans      | |
| Robert Belot                     | PS        | Rechtstreeks gekozen senator | Namen-Dinant-Philippeville                  | -               | Frans      | |
| Amand Dalem                      | PSC       | Rechtstreeks gekozen senator | Namen-Dinant-Philippeville                  | -               | Frans      | |
| Eric Gryp                        | Agalev    | Rechtstreeks gekozen senator | Gent-Eeklo                                  | -               | Nederlands | |
| Willy Seeuws                     | SP        | Rechtstreeks gekozen senator | Gent-Eeklo                                  | -               | Nederlands | Secretaris. |
| Oswald Van Ooteghem              | Volksunie | Rechtstreeks gekozen senator | Gent-Eeklo                                  | -               | Nederlands | |
| Adhémar Deneir                   | CVP       | Rechtstreeks gekozen senator | Gent-Eeklo                                  | -               | Nederlands | |
| Antoon Van Nevel                 | CVP       | Rechtstreeks gekozen senator | Gent-Eeklo                                  | -               | Nederlands | |
| Jean Pede                        | PVV       | Rechtstreeks gekozen senator | Gent-Eeklo                                  | -               | Nederlands | |
| Prosper Matthijs                 | SP        | Rechtstreeks gekozen senator | Dendermonde-Sint-Niklaas                    | -               | Nederlands | |
| Etienne Cooreman                 | CVP       | Rechtstreeks gekozen senator | Dendermonde-Sint-Niklaas                    | -               | Nederlands | |
| Mariette Buyse                   | CVP       | Rechtstreeks gekozen senator | Dendermonde-Sint-Niklaas                    | -               | Nederlands | Vervangt vanaf 23 januari 1986 Marcel Verdonck, die voltijds schepen van Sint-Niklaas wordt.                                                               |
| Octaaf Van Den Broeck            | PVV       | Rechtstreeks gekozen senator | Dendermonde-Sint-Niklaas                    | -               | Nederlands | Quaestor. |
| Paul Van Der Niepen              | SP        | Rechtstreeks gekozen senator | Oudenaarde-Aalst                            | -               | Nederlands | |
| André Geens                      | Volksunie | Rechtstreeks gekozen senator | Oudenaarde-Aalst                            | -               | Nederlands | |
| Paula D'Hondt                    | CVP       | Rechtstreeks gekozen senator | Oudenaarde-Aalst                            | -               | Nederlands | |
| Louis Waltniel                   | PVV       | Rechtstreeks gekozen senator | Oudenaarde-Aalst                            | -               | Nederlands | |
| Willem Content                   | SP        | Rechtstreeks gekozen senator | Brugge                                      | -               | Nederlands | |
| Roger Windels                    | CVP       | Rechtstreeks gekozen senator | Brugge                                      | -               | Nederlands | Voorzitter van de commissie Onderwijs en Wetenschap. |
| Julien Vandermarliere            | PVV       | Rechtstreeks gekozen senator | Brugge                                      | -               | Nederlands | |
| Marcel Vandenhove                | SP        | Rechtstreeks gekozen senator | Kortrijk-Ieper                              | -               | Nederlands | |
| Michel Capoen                    | Volksunie | Rechtstreeks gekozen senator | Kortrijk-Ieper                              | -               | Nederlands | |
| Paul Deprez                      | CVP       | Rechtstreeks gekozen senator | Kortrijk-Ieper                              | -               | Nederlands | |
| Jacques Laverge                  | PVV       | Rechtstreeks gekozen senator | Kortrijk-Ieper                              | -               | Nederlands | |
| Roger Vannieuwenhuyze            | CVP       | Rechtstreeks gekozen senator | Roeselare-Tielt                             | -               | Nederlands | |
| André Vanhaverbeke               | CVP       | Rechtstreeks gekozen senator | Roeselare-Tielt                             | -               | Nederlands | |
| Georges Mommerency               | SP        | Rechtstreeks gekozen senator | Veurne-Diksmuide-Oostende                   | -               | Nederlands | |
| Maria Tyberghien-Vandenbussche   | CVP       | Rechtstreeks gekozen senator | Veurne-Diksmuide-Oostende                   | -               | Nederlands | |
| Magda Aelvoet                    | Agalev    | Provinciaal senator          | -                                           | Antwerpen       | Nederlands | |
| Joos Somers                      | Volksunie | Provinciaal senator          | -                                           | Antwerpen       | Nederlands | |
| René Noerens                     | PVV       | Provinciaal senator          | -                                           | Antwerpen       | Nederlands | Secretaris vanaf 7 december 1985. |
| Herman Deleeck                   | CVP       | Provinciaal senator          | -                                           | Antwerpen       | Nederlands | Vervangt vanaf 27 januari 1987 Jos Vangeel, die op pensioen gaat.                                                                                          |
| Isidore Egelmeers                | SP        | Provinciaal senator          | -                                           | Antwerpen       | Nederlands | Ondervoorzitter en voorzitter van de commissie Sociale Aangelegenheden.                                                                                    |
| André Bens                       | CVP       | Provinciaal senator          | -                                           | Antwerpen       | Nederlands | |
| Karel Verschueren                | SP        | Provinciaal senator          | -                                           | Antwerpen       | Nederlands | |
| Jozef Van Eetvelt                | CVP       | Provinciaal senator          | -                                           | Antwerpen       | Nederlands | |
| Robert Henrion                   | PRL       | Provinciaal senator          | -                                           | Brabant         | Frans      | Ondervoorzitter. |
| Jos Bosmans                      | CVP       | Provinciaal senator          | -                                           | Brabant         | Nederlands | |
| Robert Hotyat                    | PS        | Provinciaal senator          | -                                           | Brabant         | Frans      | |
| Etienne Anciaux                  | PVV       | Provinciaal senator          | -                                           | Brabant         | Nederlands | |
| Raymond Langendries              | PSC       | Provinciaal senator          | -                                           | Brabant         | Frans      | Voorzitter van de PSC-fractie. |
| Lydia De Pauw                    | SP        | Provinciaal senator          | -                                           | Brabant         | Nederlands | |
| Robert Close                     | PRL       | Provinciaal senator          | -                                           | Brabant         | Frans      | |
| Hugo Weckx                       | CVP       | Provinciaal senator          | -                                           | Brabant         | Nederlands | |
| Monique Rifflet-Knauer           | PS        | Provinciaal senator          | -                                           | Brabant         | Frans      | |
| Jacques Lepaffe                  | FDF       | Provinciaal senator          | -                                           | Brabant         | Frans      | |
| Daan Vervaet                     | Volksunie | Provinciaal senator          | -                                           | Brabant         | Nederlands | |
| François Dufour                  | PS        | Provinciaal senator          | -                                           | Henegouwen      | Frans      | Vervangt vanaf 24 februari 1987 Roger Delcroix, die voltijds schepen van Doornik wordt.                                                                    |
| Maurice Lafosse                  | PS        | Provinciaal senator          | -                                           | Henegouwen      | Frans      | |
| Claudette Coorens                | PS        | Provinciaal senator          | -                                           | Henegouwen      | Frans      | |
| Jean Nicolas                     | PRL       | Provinciaal senator          | -                                           | Henegouwen      | Frans      | Secretaris. |
| Pierre Descamps                  | PRL       | Provinciaal senator          | -                                           | Henegouwen      | Frans      | Voorzitter van de commissie Landsverdediging. |
| Lucienne Gillet                  | PSC       | Provinciaal senator          | -                                           | Henegouwen      | Frans      | |
| Joseph Smitz                     | PS        | Provinciaal senator          | -                                           | Luik            | Frans      | |
| France Truffaut                  | PS        | Provinciaal senator          | -                                           | Luik            | Frans      | |
| Pierre Hazette                   | PRL       | Provinciaal senator          | -                                           | Luik            | Frans      | |
| Henri Mouton                     | PS        | Provinciaal senator          | -                                           | Luik            | Frans      | Secretaris. |
| Georges Flagothier               | PSC       | Provinciaal senator          | -                                           | Luik            | Frans      | |
| Firmin Aerts                     | CVP       | Provinciaal senator          | -                                           | Limburg         | Nederlands | |
| Marilou Vanden Poel-Welkenhuysen | PVV       | Provinciaal senator          | -                                           | Limburg         | Nederlands | |
| André Kenzeler                   | SP        | Provinciaal senator          | -                                           | Limburg         | Nederlands | |
| Jean Bock                        | PRL       | Provinciaal senator          | -                                           | Luxemburg       | Frans      | |
| Robert Conrotte                  | PSC       | Provinciaal senator          | -                                           | Luxemburg       | Frans      | Quaestor. |
| Elie Deworme                     | PS        | Provinciaal senator          | -                                           | Luxemburg       | Frans      | Voorzitter van de commissie Buitenlandse Handel. |
| Léon Remacle                     | PSC       | Provinciaal senator          | -                                           | Namen           | Frans      | |
| Jean Leclercq                    | PS        | Provinciaal senator          | -                                           | Namen           | Frans      | |
| Guy Saulmont                     | PRL       | Provinciaal senator          | -                                           | Namen           | Frans      | |
| Georges Anthuenis                | PVV       | Provinciaal senator          | -                                           | Oost-Vlaanderen | Nederlands | |
| Paul Van Grembergen              | Volksunie | Provinciaal senator          | -                                           | Oost-Vlaanderen | Nederlands | Voorzitter van de Volksunie-fractie. |
| Walter Claeys                    | CVP       | Provinciaal senator          | -                                           | Oost-Vlaanderen | Nederlands | |
| Ferdinand De Bondt               | CVP       | Provinciaal senator          | -                                           | Oost-Vlaanderen | Nederlands | Voorzitter van de commissie Infrastructuur. |
| Maurice De Kerpel                | CVP       | Provinciaal senator          | -                                           | Oost-Vlaanderen | Nederlands | |
| Georges De Smeyter               | SP        | Provinciaal senator          | -                                           | Oost-Vlaanderen | Nederlands | |
| Paul Pataer                      | SP        | Provinciaal senator          | -                                           | Oost-Vlaanderen | Nederlands | |
| Marie-Louise Maes-Van Robaeys    | CVP       | Provinciaal senator          | -                                           | West-Vlaanderen | Nederlands | |
| Maurice Bourgois                 | SP        | Provinciaal senator          | -                                           | West-Vlaanderen | Nederlands | |
| Francine Demeulenaere-Dewilde    | CVP       | Provinciaal senator          | -                                           | West-Vlaanderen | Nederlands | |
| Robert Vanlerberghe              | SP        | Provinciaal senator          | -                                           | West-Vlaanderen | Nederlands | |
| Marcel Friederichs               | PVV       | Provinciaal senator          | -                                           | West-Vlaanderen | Nederlands | |
| Etienne Cerexhe                  | PSC       | Gecoöpteerd senator          | -                                           | -               | Frans      | |
| Amedé De Baere                   | SP        | Gecoöpteerd senator          | -                                           | -               | Nederlands | |
| Carlo De Cooman                  | CVP       | Gecoöpteerd senator          | -                                           | -               | Nederlands | |
| Jean-Luc Dehaene                 | CVP       | Gecoöpteerd senator          | -                                           | -               | Nederlands | |
| Janine Delruelle                 | PRL       | Gecoöpteerd senator          | -                                           | -               | Frans      | Voorzitter van de PRL-fractie. |
| Yves de Wasseige                 | PS        | Gecoöpteerd senator          | -                                           | -               | Frans      | |
| Bernard Eicher                   | PS        | Gecoöpteerd senator          | -                                           | -               | Frans      | |
| Alfred Evers                     | PRL       | Gecoöpteerd senator          | -                                           | -               | Frans      | |
| Pierre Falise                    | PSC       | Gecoöpteerd senator          | -                                           | -               | Frans      | |
| Robert Gijs                      | CVP       | Gecoöpteerd senator          | -                                           | -               | Nederlands | Voorzitter van de CVP-fractie. |
| Lucien Glibert                   | PRL       | Gecoöpteerd senator          | -                                           | -               | Frans      | |
| Lucienne Herman-Michielsens      | PVV       | Gecoöpteerd senator          | -                                           | -               | Nederlands | Voorzitter van de PVV-fractie en voorzitter van de commissie Volksgezondheid en Leefmilieu.                                                                |
| André Holsbeke                   | SP        | Gecoöpteerd senator          | -                                           | -               | Nederlands | |
| Edward Leemans                   | CVP       | Gecoöpteerd senator          | -                                           | -               | Nederlands | Parlementsvoorzitter en voorzitter van de commissie Buitenlandse Betrekkingen en de commissie Hervorming der Instellingen.                                 |
| Lisette Croes                    | SP        | Gecoöpteerd senator          | -                                           | -               | Nederlands | |
| Charles Minet                    | PS        | Gecoöpteerd senator          | -                                           | -               | Frans      | |
| Serge Moureaux                   | PS        | Gecoöpteerd senator          | -                                           | -               | Frans      | |
| Eric Pinoie                      | SP        | Gecoöpteerd senator          | -                                           | -               | Nederlands | |
| Max Smeers                       | CVP       | Gecoöpteerd senator          | -                                           | -               | Nederlands | |
| Jean Sondag                      | PSC       | Gecoöpteerd senator          | -                                           | -               | Frans      | Voorzitter van de commissie Landbouw en Middenstand. |
| Nora Staels-Dompas               | CVP       | Gecoöpteerd senator          | -                                           | -               | Nederlands | |
| Lise Thiry                       | PS        | Gecoöpteerd senator          | -                                           | -               | Frans      | |
| Georges Trussart                 | Ecolo     | Gecoöpteerd senator          | -                                           | -               | Frans      | |
| Marcel Van Daele                 | PVV       | Gecoöpteerd senator          | -                                           | -               | Nederlands | |
| Guido Van In                     | Volksunie | Gecoöpteerd senator          | -                                           | -               | Nederlands | |
| Lucien Willemsens                | PVV       | Gecoöpteerd senator          | -                                           | -               | Nederlands | |
| Albert van België                | -         | Senator van rechtswege       | -                                           | -               | -          | |

## Commissies
Op 7 april 1987 werd een parlementaire onderzoekscommissie opgericht belast met het onderzoek naar de omstandigheden waarin België, rechtstreeks of zijdelings, betrokken zou zijn in de handel en het vervoer van wapens en munitie naar de landen ten aanzien waarvan de regering tot een embargo heeft besloten (zie de Iran-Contra-affaire).